# Liste der Monuments historiques in Labeuville
Die Liste der Monuments historiques in Labeuville führt die Monuments historiques in der französischen Gemeinde Labeuville auf.

## Liste der Objekte
| Bezeichnung      | Beschreibung                                                                                   | Standort                                     | Kennzeichnung | Schutzstatus | Datum | Bild |
| ---------------- | ---------------------------------------------------------------------------------------------- | -------------------------------------------- | ------------- | ------------ | ----- | ---- |
| Relief Abendmahl | Holz, farbig gefasst, vergoldeter Holzrahmen, Anfang des 18. Jahrhunderts; aus der Abtei Gorze | in der Kirche Assomption-de-la-Vierge (Lage) | PM55000292    | Classé       | 1984  |      |